# 安德胡伊
安德胡伊（波斯語：اندخوی）是阿富汗北部法利亚布省的一个市镇，北邻土库曼斯坦，海拔316米，人口37,100（2004年）。
13世纪初，叙利亚地理学家雅古特·哈迈维在所著的《地理词典》提到安德胡伊地名，称为Endekhud，位于巴尔赫和木鹿之间。
明史中称为俺都淮。永乐十一年（1413年），吏部验封司员外郎陈诚、苑马寺清河监副李暹出使西域，前往帖木儿帝国首都哈烈时，曾经过俺都淮。“俺都淮在哈烈之东北，西南去哈烈约一千三百九十里，东北去撒马儿罕约一千三百六十里。城居大村中，村广百里，田土膏腴，人民繁庶。”

## 延伸阅读
[在维基数据编辑]
 《欽定古今圖書集成·方輿彙編·邊裔典·俺都淮部》，出自陈梦雷《古今圖書集成》
 《明史卷三百三十二》，出自《明史》